# Кавана, Джек (троцкист)
Джек Патрик Маркус Кавана (англ. Jack Patrick Marcus Kavanagh; 12 июля 1879 — 6 июля 1964) — канадский и австралийский политический деятель ирландского происхождения, троцкист. Был членом Социалистической партии Канады с 1908 по 1921. В феврале 1922 года был избран членом ЦИК Рабочей партии Канады. Именно так официально называлась подпольная коммунистическая партия Канады. В 1925 году эмигрировал в Австралию. В 1925—1929 возглавлял Коммунистическую партию Австралии, однако в 1930 году под влиянием Коминтерна его сняли из-за его троцкистских взглядов. В январе 1931 года был изгнан из партии, затем снова принят. В 1934 году он покинул компартию Австралии окончательно. В 1940 году Кавана присоединился к Коммунистической лиге Австралии, которая являлась секцией 4-го Интернационала.

## Ранние годы
Родился Джон Патрик Маркус Макмерроу Кавана в Ирландии. В одиннадцать лет он начал свою трудовую биографию в связи со смертью Эллен Кавана, его матери. Томас Кавана, его отец, умер, когда сыну было восемь лет. Воспитывал его старший брат Джек Кавана. Работал он неквалифицированным рабочим на заводах и карьерах Ливерпуля. С началом трудовой деятельности Джон Кавана закончил свое образование, включавшее лишь умение читать. До пятнадцати лет Кавана был убеждённым католиком, хотя они с братом и проживали в протестантском районе. Известно также, что он в детстве служил помощником в католическом приходе.
В ноябре 1898 году Джон Патрик Маркус Кавана записывается добровольцем в армию. Изначально проходил службу в подразделении королевских стрелков в Корке. В 1900 был направлен в Южную Африку, где шла война с бурами. 18-месячное пребывание на войне с бурами было поворотным пунктам в его судьбе, поскольку он разочаровался в британской имперской политике. Домой он вернулся в марте 1902 года. В 1906 его уволили из королевских стрелков. В 1907 он эмигрирует в Канаду.

### Политическая карьера
Некоторое время он работает на стройке в Квебеке, на пшеничных полях в районе канадских прерий. В 1908 году он обосновался в Ванкувере, где начинает класть плитку. В то же время он становится местной ячейки профсоюза, который являлся частью Американской федерации труда. Он был секретарем местного тред-юниона с 1909 года по 1916 год. Участвовал в совещании профсоюзов в Ванкувере во время всеобщей забастовки строителей в 1911 году. В 1908 году он стал членом Социалистической партии Канады, члены которой познакомили его с классическим марксизмом и материалистической философией. Кавана присоединился к социалистам, поскольку ему не понравились другие партии. В «училище классовой борьбы» Джон Кавана познакомился с произведениями классиков научного социализма, теоретиков 2-го Интернационала. Как и другие рабочие, изучающие марксизм, он рано погрузился в экономические сочинения Маркса и других революционеров, также как и в сочинения ревизионистов и оппортунистов. Кавана и остальные рабочие-социалисты изучали также труды Каутского, Плеханова, Лабриолы.
Ещё до 1919 года Кавана заявлял о своем восхищении работой 1-го Интернационала, тогда как 2-й Интернационал он считал запруженным реформистами. Однако Кавана в тот момент не отрицал роли парламентской трибуны как средства просвещения рабочего класса, тогда как, по его мнению, реформами невозможно было изменить буржуазное общество.  Постепенно Джон Кавана становился всё более и более заметной фигурой в Социалистической партии. Постепенно Каванна и его сторонники вытесняют импоссибилистов, поскольку последние пренебрегали экономической борьбой рабочего класса. В 1913 году социалист Джон Кавана был избран вице-президентом Федерации труда Британской Колумбии. он играл значительную роль в Лиге освобождения шахтёров 1913—1914 года. Лига была создана для консолидации всех сил рабочего движения с целью помочь участникам всеобщей забастовки шахтёров на острове Ванкувер в 1913—1914 .
Лига занималась организацией митингов, пикетов и маршей солидарности. Её деятельность расширилась за пределы Виктории и Ванкувера. Сам Кавана путешествовал по острову в 1913 году, чтобы написать памфлет. Сама лига, включавшая в себя великое множество ревизионистов и оппортунистов, развалилась из-за вопроса об организации 48-часовой всеобщей забастовки в Британской Колумбии для поддержки рабочего народа острова Ванкувер. Импоссибилистское крыло Социалистической партии, умеренные социалисты и представители старых профсоюзов, также отвергли предложение, касающееся всеобщей стачки. Именно поэтому Кавану стали обвинять в том, что он является агентом Индустриальных рабочих мира.
В 1917 Кавана активно участвовал в антипризывной кампании. Он приветствовал Октябрьскую революцию. В марте 1919 года, будучи делегатом на Западной конференции труда, передал вместе с большинством в 234 кандидата братский привет Советской России. Джек Кавана активно работает на территории Британской Колумбии, став лидером ячейки 38-52 Международной ассоциации грузчиков. Будучи профсоюзном активистом в это время, он является главным идеологом концепции «одного большого профсоюза» Когда организация индустриальных рабочих мира стала усиливать своё влияние в отделении 38-52 Кавана выступил одним из главных оппонентов росту этого влияния.
В 1920 году он посетил Англию и Шотландию в качестве председателя Федерации труда Британской Колумбии, чтобы увеличить поддержку рабочих вождей всеобщей стачки в Виннипеге. Он выступил на ежегодной конференции лейбористов, посетил множество профсоюзных отделений и промышленных центров, в которых читал лекции о «канадской железной пяте». Во время своего шестимесячного пребывания на территории Великобритании Кавана встретился Джоном Маклином, ревизионистом и бывшим советским представителем в Шотландии. Он встретился также с рабочими вождями, которые создали в 1920 Коммунистическую партию Великобритании.
Вернувшись в Канаду, Кавана стал рьяно защищать условия вступления в Коминтерн. Некоторые представители канадской соцпартии боялись, что вступление в Коминтерн будет подчинением русскому влиянию. Однако Джек Кавана в ходе долгих дебатов доказал, что это наваждение, ссылаюсь на пункт 16 в 21 условиях, согласно которому существует множество частных условие, сообразно которым коммунистические партии разных стран должны действовать.
В отличие от импоссибилистов соцпартии Канады Кавана поддерживал антиколониальную борьбу народов Британской империи. Особенно ярко его взгляды проявились во время поездки в Великобританию, где он ознакомился с национальными конфликтами Ирландии и Шотландии.
Начиная с 1920 года, Кавана играет значительную роль в деятельности Ирландской лиги самоопределения. Ирландский вопрос стал почвой для дискуссии, когда в 1921 Ванкувер посетил Линдси Кроуфорд, член партии Шинн Фейн. Намереваясь произнести речь в Доминион-холле, он был очернён великодержавными шовинистами, которые сообщили в полицию о недопустимости митинга, однако успеха не добились, хотя поклялись во что бы то ни стало запретить выступление Кроуфорда. Узнав об этом, Кавана призвал к вмешательству в национальный конфликт организованный рабочий класс, к объединению "красных" и "зелёных" против "местной диктатуры буржуазии" на чрезвычайном митинге в Логгерс-холле. Именно поэтому ряд профсоюзов принял решение об образовании специальной рабочей дружины, которая должна была охранять Кроуфорда. После выступления Кроуфорда слово было дано Каване, который заявил, что "национальное движение Ирландии содержит в себе зачатки пролетарского движения".
Однако Кавана решительно пренебрегал национальным вопросом Квебека. По мнению Каваны, движение франкоканадский сепаратизм было аналогично движению буров за независимость, поскольку ничего революционного в них не было.

## Основание Коммунистической партии Канады
К осени 1921 года нарождающееся коммунистическое движение в Ванкувере разделилось на две линии: официальный подпольный аппарат, действия которого координировали американские социалисты и прокоминтерновская организация, всё ещё связанная с соцпартией Канады. Однако разрыв Каваны с первой группой оставался недолгим. 11 декабря 1921 года делегаты из Манитобы, Квебека, Онтарио, Британской Колумбии и других провинций встретились в Торонто. На этой встрече они образовали Рабочую партию Канады. Среди делегатов был Джек Кавана
За два дня до предварительной конференции Рабочей партии Канады ванкуверское отделение соцпартии стало голосовать за присоединение к Коминтерну. Итогом голосования было 35 отрицательных голосов и 14 в поддержку присоединения к Коминтерну. Тогда Кавана заявил о выходе сторонников Интернационала из рядов Социалистической партии Канады.
В феврале 1922 года Кавана выступил на конференции Рабочей партии, заявив, что новая партия должна быть легальное, что новая партия должна принять 21 пункт Коминтерна. До собрания Кавана вместе с западными делегатами совещался с представителями Коммунистической партии Канады. Бывшие левые социалисты подозревали, что восточные делегаты выступают за умеренную, "разбавленную молоком и водой" программу, что они выступают за открытое соединение с Третьим Интернационалом. На совещании Кавана заявил, что настаивает на включение в программу партии пункта о диктатуре пролетариата. За эти слова в Торонто он был назван "левым" теми же людьми, которые ранее называли его "центристом". После долгих дискуссий было принято решение о включении в программу пункта о диктатуре пролетариата, признавая в то же время "более или менее открыто духовное лидерства Третьего Интернационала", однако официально Рабочая партия Канады в Коминтерн не вступила..
Джек Квана был избран в Исполком новообразованной партии и главным редактором официального печатного органа Рабочей партии Канады. в связи с воссоединением всё ещё подпольной компартии Кавана был избран делегатом на Четвёртый конгресс Коммунистического Интернационала. Однако в Москву он не отправился, поскольку ещё до открытия конгресса он разорвал отношения с канадскими коммунистами. несколько месяцев Кавана конфликтовал с представителями парторганизации центральной Канады. На этот раз возникло противоречие по поводу тактики объединенного фронта в профсоюзной борьбе. Ещё на первой конференции Рабочей партии была принята резолюция, согласно которой в области юнионизма пресекались все попытки раскола и двурушничества .

## Переезд в Австралию
Когда Кавана покинул Ванкувер в апреле 1925, он сделал это сугубо по личным соображениям. Как только он переехал в Сидней, он сразу вступил в Коммунистическую партию Австралии. Он был её председателем все двадцатые годы. В 1928 году он был избран в кандидаты в Исполком Коминтерна. По мере усиления борьбы с троцкизмом в Коминтерне, Джек Кавана стал терять свои позиции в партии: в конце 1929 года его снимают с должности председателя компартии Австралии. Его исключают из партии как «правого уклониста» в 1931 году. Затем его снова принимают после признания своих старых ошибок. В 1934 году его окончательно исключает из компартии как «полутроцкиста».